# 高端人才通行證計劃
高端人才通行證計劃（英語：Top Talent Pass Scheme (TTPS)），簡稱「高才通計劃」，是香港特別行政區政府為吸引世界各地具豐富工作經驗及高學歷的高才到香港，解決因為香港人口老化和香港移民潮造成的工作勞動力下降，支持香港經濟發展的入境計劃。透過此計劃來香港的高才，包括高收入人士和世界頂尖大學的畢業生。
高端人才通行證透過《2022年施政報告》公佈，於2022年12月28日起接受申請，計劃不限行業，申請人分A、B和C三類，分別有不同的配額，申請人在首次入境時無須先獲聘用。

## 背景
自第十三屆全國人民代表大會單方面制訂的《港區國安法》在香港實施之後，香港出現移民潮，多個西方國家採取行動提供便利香港永久性居民移民的簽證、加快香港人移民程序和提供難民身份。香港特首李家超在《施政報告》中指出過去兩年本地勞動人口流失約14萬人，政府除了留住本地人才，亦會採取多項措施吸引外來人才，決定推出「高端人才通行證計劃」。
儘管李家超在接受有線電視專訪時表示，「『搶人才』實際面向中國大陸、搶人才實際上就是 『換血』、留島不留人”等說法太偏頗和太狹隘，但曾在中共港澳工委機關報《大公報》擔任評論部主任的柳扶風，在中國大陸新聞網站發表文章稱：“親近民主派民眾移民是好事，香港必將出現人員結構換血，今後正是內地人才來港發展的大好時機 」 。 

## 申請資格
1. 國籍：不得為 阿富汗、 古巴和 [1] (自2023年10月26日起，越南、寮國及尼泊爾國民可通過高端人才通行證計劃來港工作。)
2. 經濟能力：證明留港期間，能自行負擔自己和受養人，不需公共援助
3. 良好品行：入境和保安規定，沒有任何已知的嚴重犯罪記錄
4. 基本學歷：參見下表
5. 入息要求：參見下表
6. 工作經驗：參見下表
7. 內地許可（如適用）：居於 中国大陆、 香港和 澳門的內地居民需提交現時工作單位或內地有關機關簽發的赴港工作同意書

| 申請人分類 | 基本學歷                                                           | 入息要求                                  | 工作經驗                                 | 申請配額                   |
| ---------- | ------------------------------------------------------------------ | ----------------------------------------- | ---------------------------------------- | -------------------------- |
| A類        | 沒有要求                                                           | 在緊接申請前一年，全年收入達港幣 250 萬元 | 沒有要求                                 | 不受配額限制               |
| B類        | 需從合資格大學取得學士學位                                         | 沒有要求                                  | 在緊接申請前五年內，累積至少三年工作經驗 | 不受配額限制               |
| C類        | 需從合資格大學取得學士學位，且不是從香港全日制經本地評審課程取得的 | 沒有要求                                  | 工作經驗少於三年                         | 每年配額為一萬個，先到先得 |

合資格大學，是指符合以下三項條件任意一項的大學，院校。
1. 過去五年内，曾經在泰晤士高等教育世界大學排名、QS世界大學排名、美國新聞與世界報道全球最佳大學排名（英语：U.S. News & World Report Best Global Universities Ranking）及上海交通大學世界大學學術排名之中任何一個排行榜中列入前百強的大學或院校。
2. 過去五年曾在QS世界大學排名「酒店及休閒管理」範疇位列前五名專門提供酒店課程的大學／院校。
3. 過去五年曾在上海交通大學中國大學排名位列前十名的內地大學。

香港入境處有一份列出所有合資格大學的名單 （页面存档备份，存于）。合資格大學設立的持續和專業教育學院、分校、延伸學院或附屬學院等所獲取的學歷不予接受。

## 逗留條件

### 逗留條件
申請人只受逗留期限而不受其他逗留條件限制，他們在獲准逗留的期間可在香港自由從事或轉換工作，及開辦或參與任何業務，無須事先取得入境事務處處長的批准。

### 逗留期限
根據輸入高端人才通行證計劃獲准來港的人士，一般首次入境可獲准在港逗留24個月，其後須已獲得聘用或已在港開辦或參與業務方可延期逗留。如延長逗留期限獲批准，申請人每次通常會獲准逗留3年。如申請人已根據該計劃獲准在港逗留不少於兩年及在上一評稅年度的薪俸稅應評稅入息達港幣200萬元或以上，則一般會獲准延期逗留六年。
2023年12月27日，香港勞工及福利局局長孫玉菡接受《商報》訪問時表示，該政策設計有考慮，首次審批時只要有高收入、高學歷就可以，不過兩年後的續簽，申請人必須有工作或已創業，簽證才能延期。孫玉菡說：「不需要有工作先來香港，因為我相信你既然是人才，就有能力在這個有那麼多機會的地方找到一席之地。找不到工作的話呢，那對不起，兩年後就續簽不到；找得到的話，歡迎你留在香港！」孫玉菡在訪問指，如果申請人單純因為特區護照旅行方便、香港樣樣都好，他就提醒對方該「考慮兩年後怎麼辦」。

## 統計數字
2023年1月27日(計劃推出30日後)，香港勞工及福利局表示高端人才通行證計劃接獲7,417宗申請，當中近5,800宗獲批，286宗被拒，而A類申請人有1,172人。在立法會前廳交流會上勞福局局長孫玉菡向議員表示，「高才通」申請有三分一來自海外，三分二來自中國內地。《星島日報》引述知情人士消息，九成半「高才通」申請者都是中國籍。
2023年8月31日，香港勞工及福利局表示已接獲約4.6萬宗申請，批出約3.5萬宗申請。
2023年12月13日，香港勞工及福利局局長孫玉菡表示，截至2023年11月底，高端人才通行證計劃（高才通）今年首11個月收到60,497個申請，47,681個獲批。 根據政府統計數據，獲批申請中95%申請者來自中國大陸。

## 爭議

### 贺建奎獲批「高才通」
2023年2月21日，明報報道贺建奎称其香港高端人才通行证申请已获批准，称「香港是一个开放、包容的城市，我看好香港的前景」。贺建奎獲批「高才通」引發大量媒體報導和關注。當天香港時間23:55，特區政府回應指香港入境事務處指經檢視有關申請後，懷疑有人以虛假陳述獲得簽證／進入許可，入境處長已依法宣告賀建奎的簽證／進入許可無效，並會進行刑事調查，同時要求尚未獲批的申請人提交刑事定罪紀錄。

### 來港產子爭議
有內地網民於社交媒體小紅書分享利用「高才通」來港產子攻略並表示只要一過關便會預約醫院。特區政府回應指任何旅客入境目的須與其所宣稱相符，否則可被拒絕入境。

### 申請者來源單一
聯合早報指出，截至2023年2月28日，香港“高端人才通行证计划”一共接获1万4240宗申请，8797宗申请获批，其中8325人来自中国大陆，占整体获批申请者近95%。文中提到，曾在中共港澳工委机关报《大公报》担任评论部主任的柳扶风，在大陆新闻网站发表文章称，亲民主派的香港民众移民是好事，香港必将出现人员结构换血，今后正是大陆人才赴港发展的大好时机。
香港01也指出，「高才通」的申請人背景太過單一，正正說明了香港對國際人才的吸引力已經下降。這是一個頗為危險的信號。如果香港要維持國際化，就不能吸引單一來自內地的人才，必須要保持香港對海外人才的吸引力。畢竟中國內地人才和西方人才各有擅長的領域，若西方人才不願赴港，長此以往，香港「一國兩制」特點也會逐漸失去優勢。

### 60歲高齡申請者獲批
香港01報導，年滿60歲的胡興發於1985年7月畢業於華中工學院（「華中科技大學」的前身）電力工程系高電壓技術及裝置專業，畢業後一直從事電力行業。為了一家人團聚，胡興發選擇到港工作。2023年3月，胡興發申請「高才通計畫」B類，提交申請後，沒幾天便獲批了，6月拿到香港居民身份證，7月便攜妻子奔赴香港「再就業」，與女兒相聚。考慮到續簽問題，近期，胡興發在學習金融知識，準備考取金融牌照，老花眼是他再學習的較大障礙。

### 受養人比例高達一半
《集誌社》向入境處取得數據顯示，截至2023年9月底，高才通批出3.9萬宗申請，每名獲批申請人平均帶1名受養人到港。至今共21900名申請人、連同21800名認養人已到港，即平均每日逾160人到港。而近4.4萬人中，包括 12700 名 18 歲以下未婚及受養子女。《集誌社》10月向教育局查詢，截至9月底有多少名人才計劃申請人子女，正入讀本地公營、直資學校並獲津貼；若有目前人數為何？局方回覆指「沒有收集相關數字」。

### 來港定居比例低
Now新聞台報導，身兼立法會議員的高才通協會理事會會長尚海龍，估計獲批的高才通中，現時只有不到兩成定居香港，不少人仍在觀望。
2025年8月5日，梁振英發文稱，「過去五年，全港私人樓宇的入住量沒有多大變化，維持在每年兩萬個以下，說明絕大多數人才家庭沒有落戶香港，而是拿了身分證後全家返回內地」。勞工及福利局局長孫玉菡不點名回應，認為這種疑問屬合理，指人口老化，20至34歲年齡層人口下降，「本該導致住宅物業需求減少，幸有『搶人才』措施帶來新客源，空置率才大致平穩」。

### 「考試移民」爭議
有人才計劃來港的受養人子女，以自修生方式報讀文憑試，並享「本地生」身份，報讀本港資助大學。2025年非修讀香港中學文憑考試自修生中近七成半（即共1,885人）以香港身份證報考，佔比按年增10%，對比4年前更大增40%，報導相信或涉雙非及人才受養人。另外，坊間也出現受養人享「本地生」的中介服務。 各現象惹「考試移民」爭議，被指有違人才計劃初衷。 2025年8月12日，教育局表示，受養人簽證持有人「首次獲入境處簽發有關文件時未滿18歲，並須在緊接所修讀課程開課首天前的兩年內居住於香港」，並稱 「無一個科學根據」去設定居港年期，兩年年期是平衡各方意見及回應社會關注。全國政協副主席梁振英歡迎有關做法，避免把永久居民和非永久居民的權利和義務模糊化，形容「人口政策是易放難收的政策」。